# Cham Cheshmeh
Cham Cheshmeh (persiska: چم چشمه, چَم چَشمِه, چمچشمه) är en ort i Iran.   Den ligger i provinsen Bushehr, i den södra delen av landet, 900 km söder om huvudstaden Teheran. Cham Cheshmeh ligger 578 meter över havet och antalet invånare är 237.
Terrängen runt Cham Cheshmeh är varierad. Cham Cheshmeh ligger nere i en dal.Runt Cham Cheshmeh är det ganska glesbefolkat, med 31 invånare per kvadratkilometer. Närmaste större samhälle är Kangān, 19,7 km väster om Cham Cheshmeh. Omgivningarna runt Cham Cheshmeh är i huvudsak ett öppet busklandskap.